# Frías de Albarracín
Frías de Albarracín – gmina w Hiszpanii, w prowincji Teruel, w Aragonii, o powierzchni 50,79 km². W 2014 roku gmina liczyła 144 mieszkańców.